# Mars-500

Logo eksperymentu

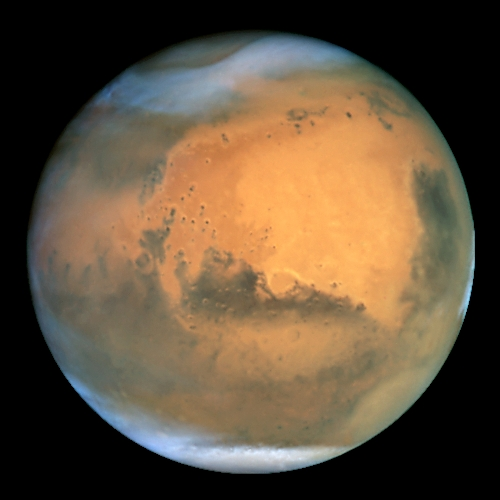
Planeta Mars

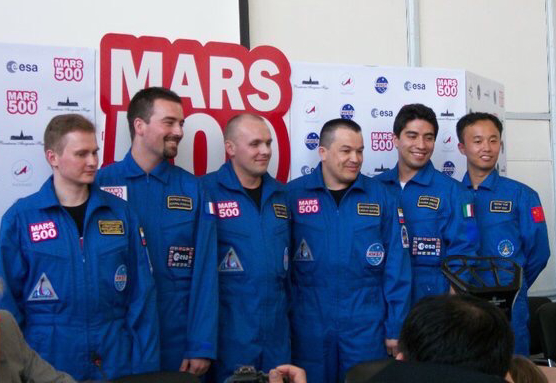
Członkowie załogi biorącej udział w eksperymencie (2010)

Mars-500 – eksperyment, który rozpoczął się w marcu 2009 i miał za zadanie przygotować ludzi do lotu na Marsa. Eksperyment polegał na przetrzymywaniu przez ponad 500 dni (stąd nazwa) 6 ochotników w zamknięciu, by zbadać ich psychikę. Najpierw jednak ochotnicy spędzili w odosobnieniu 105 dni. 3 czerwca 2010 rozpoczął się właściwy etap eksperymentu – symulacja pełnego, trwającego 520 dni lotu na Marsa. Izolacja zakończyła się 5 listopada 2011. Projekt był realizowany w moskiewskim instytucie biologiczno-medycznym. Organizatorami były Rosja, Europejska Agencja Kosmiczna i Chiny.

## Załoga
W skład załogi wchodziło sześć osób:
- Aleksiej Sitiow (Rosjanin, 38 lat, inżynier, dowódca)
- Suchrob Kamołow (Rosjanin, 32 lata, kardiochirurg)
- Aleksandr Smolejewski (Rosjanin, 33 lata, lekarz)
- Romain Charles (Francuz, 31 lat, inżynier)
- Diego Urbina (Włoch/Kolumbijczyk, 27 lat, inżynier)
- Wang Yue (Chińczyk, 26 lat, lekarz)

Za udział w eksperymencie każdy z Rosjan otrzymał 3 000 000 rubli (równowartość 300 000 złotych), podobne sumy otrzymali wszyscy pozostali uczestnicy.

## Przygotowanie do eksperymentu
Jednym z elementów przygotowań była nauka gry w szachy i udział w symultanie z Anatolijem Karpowem.

## Instalacje

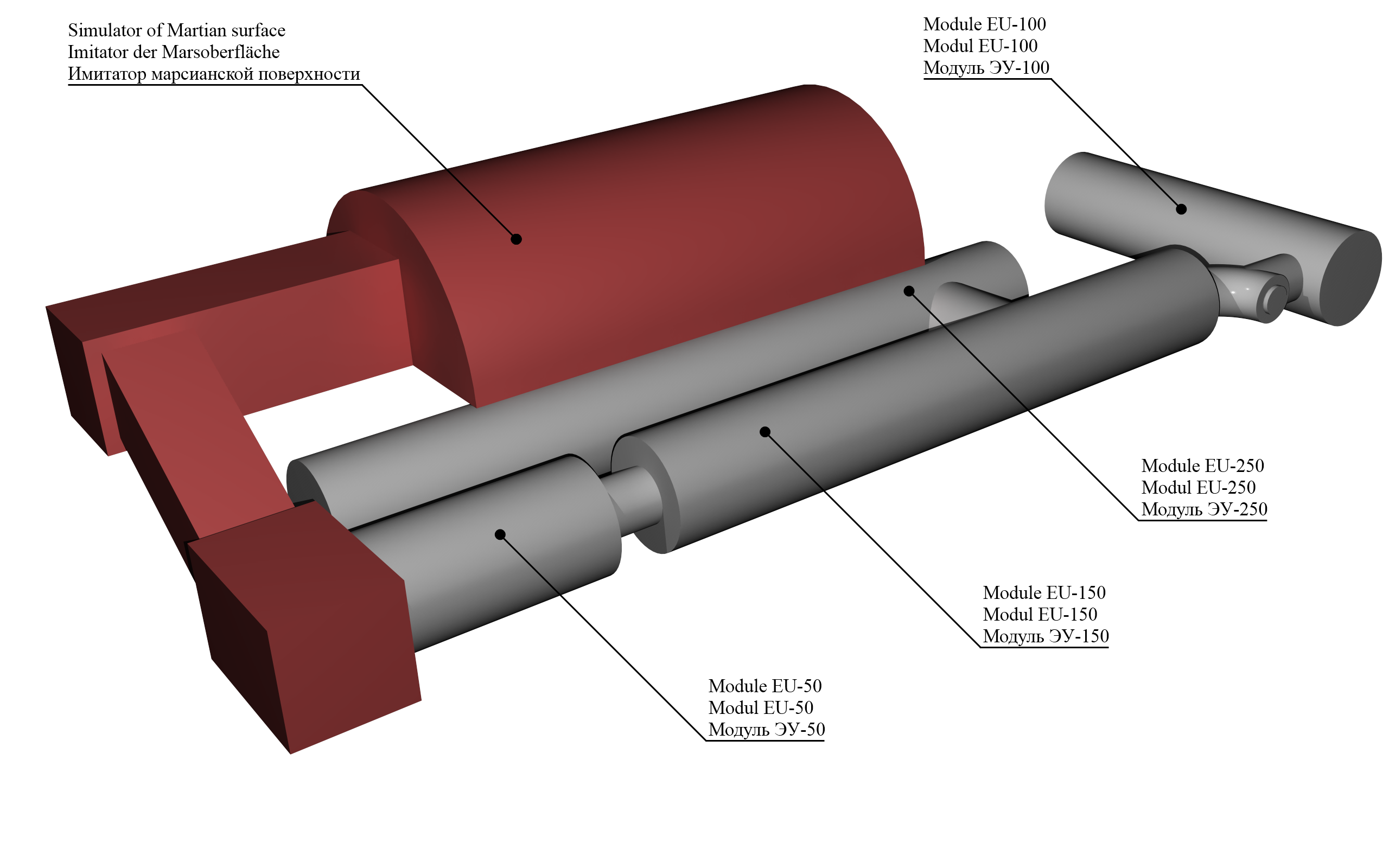
Ilustracja instalacji, w których odbywał się eksperyment

Łączna kubatura symulatora wynosiła 550 m3.

## Harmonogram
W ramach eksperymentu zaplanowano symulacje określonych elementów lotu w następujących terminach: 
2007 – 14–dniowy test
2009 – 105–dniowy test
3 czerwca 2010 – początek misji mającej trwać 500 dni
grudzień 2010 – awaria zasilania
8 lutego 2011 – oddzielenie kapsuły od statku
12 lutego 2011 – lądowanie na Marsie
14 lutego 2011 – pierwszy spacer po Marsie
5 listopada 2011 – powrót na Ziemię
Zgodnie z planem, po 250 dniach statek kosmiczny dotarł na miejsce i zakotwiczył na orbicie Marsa. Następnie został wysłany trzyosobowy moduł badawczy, który wylądował na powierzchni planety. Pierwszym zadaniem ekipy marsjańskiego łazika było poszukiwanie wody i ochrona urządzeń przed deszczem meteorytów. Powrót na Ziemię zajął 240 dni.

## Krytyka eksperymentu
Peter Suedfeld z Uniwersytetu Kolumbii Brytyjskiej w Vancouver kwestionował wiarygodność eksperymentu. Według Suedfelda eksperyment nie posiadał kluczowego elementu psychologicznego, jak np. niemożność uzyskania pomocy w sytuacji krytycznej.
Amerykanie przeprowadzili podobne eksperymenty, pod nazwą HI-SEAS.